# Keith Reaser
Keith Reaser (Miami, 31 luglio 1991) è un ex giocatore di football americano statunitense che ha giocato nel ruolo di cornerback. Fu scelto nel corso del quinto giro (170º assoluto) del Draft NFL 2014. Al college giocò a football alla Florida Atlantic University

## Carriera professionistica

### San Francisco 49ers
Reaser fu scelto nel corso del quinto giro del Draft 2014 dai San Francisco 49ers. Dopo non essere mai sceso in campo nella sua stagione da rookie, nella successiva disputò 13 partite, mettendo a segno 8 tackle.

### Kansas City Chiefs
Il 19 settembre 2017, Reaser firmò con la squadra di allenamento dei Kansas City Chiefs. Fu promosso nel roster attivo il 15 dicembre 2017.

### Orlando Apollos
Nel 2019, Reaser si unì aglie Orlando Apollos della Alliance of American Football. La lega tuttavia fu in attività solo per un paio di mesi.

## Palmarès
- Super Bowl : 1

Kansas City Chiefs: LIV
- American Football Conference Championship: 1

Kansas City Chiefs: 2019

## Statistiche
| Partite totali      | 13 |
| Partite da titolare | 0  |
| Tackle totali       | 8  |
| Sack fatti          | 0  |
| Intercetti          | 0  |

Statistiche aggiornate alla stagione 2015